# Nannophlebia anacharis
Nannophlebia anacharis är en trollsländeart som beskrevs av Maurits Anne Lieftinck 1955. Nannophlebia anacharis ingår i släktet Nannophlebia och familjen segeltrollsländor. Inga underarter finns listade i Catalogue of Life.